# Актор (син на Мирмидон)
Вижте пояснителната страница за други значения на Актор.
Актор (на старогръцки: Ἄκτωρ, Ἄκτoρος, Aktor) в древногръцката митология е цар на Фтия в Тесалия.
Той е син на Мирмидон (син на Зевс и Евримедуза) и съпругата му Писидика, дъщеря на Еол и на Енарета. Брат е на Антиф и на Евполемея, майката на Ефалид.
Пелей намира в двора му убежище, след убийството на брат му Фок. Дядо е на Антигона, която се омъжва за Пелей.
Актор е последван на трона от аргонафта Евритион, който вероятно е негов син или внук.